# Конвой № 3821
Конвой № 3821 — японський конвой часів Другої світової війни, проведення якого відбувалось у серпні — вересні 1943 року.
Пунктом призначення конвою був атол Трук у центральній частині Каролінських островів, де ще до війни створили потужну базу японського ВМФ, з якої до лютого 1944 року провадились операції в цілому ряді архіпелагів. Вихідним пунктом став розташований у Токійській затоці порт Йокосука (саме звідси традиційно вирушала більшість конвоїв на Трук).
Конвой складався із двох загонів, які прямували з істотно різною швидкістю:
- 3821А, до якого увійшли транспорти «Ямафуку-Мару» та «Окіцу-Мару» під охороною кайбокана (фрегата) «Муцуре».
- 3821В, що складався із транспортів для перевезення продовольства «Чійо-Мару» та «Манко-Мару» під ескортом допоміжних мисливців за підводними човнами CHa-28 та CHa-46 та переобладнаного тральщика «Хаката-Мару № 6» (за іншими даними — «Хаката-Мару № 7»).

Обидва загони вийшли з порту 21 серпня 1943 року. 3821А вже 30 серпня був на Труку, тоді як 3821В пройшов через острови Тітідзіма (архіпелаг Оґасавара, 23 серпня) та Сайпан (Маріанські острови, тут загін перебував з 29 серпня по 1 вересня) і лише 4 вересня досягнув кінцевого пункту призначення. Хоча маршрут конвою пролягав через кілька традиційних районів патрулювання американських підводних човнів, проте проходження обох загонів конвою № 3821 відбулось успішно й без втрат.